# Larra-Aztaparreta
Larra-Aztaparreta este o arie protejată (arie specială de conservare — SAC, sit de importanță comunitară — SCI, arie de protecție specială avifaunistică — SPA) din Spania întinsă pe o suprafață de 3.922,85 ha, integral pe uscat.

## Localizare
Centrul sitului Larra-Aztaparreta este situat la coordonatele 42°56′21″N 0°47′29″W / 42.9392°N 0.7914°V.

## Înființare
Situl Larra-Aztaparreta a fost declarat arie de protecție specială avifaunistică în decembrie 1990 pentru a proteja 2 specii de plante și 21 de specii de animale. Alte tipuri de protecție:
- sit de importanță comunitară (în martie 1999)
- arie specială de conservare (în decembrie 2011)[1][3][4]

## Biodiversitate
Situată în ecoregiunile alpină și mediteraneană, aria protejată conține 17 habitate naturale: Peșteri inaccesibile publicului, Formațiuni stabile xerotermofile de Buxus sempervirens pe pante stâncoase (Berberidion p.p.), Pajiști alpine și subalpine calcaroase, Pante stâncoase calcaroase cu vegetație casmofită, Formațiuni ierboase bogate în specii de Nardus, dezvoltate pe substraturi silicioase în zone montane (și în zone submontane, în Europa continentală), Grohotișuri termofile și vest-mediteraneene, Pajiști uscate seminaturale și facies de acoperire cu tufișuri pe substraturi calcaroase (Festuco-Brometalia) (* situri importante pentru orhidee), Pajiști silicioase din Pirinei cu Festuca eskia, Păduri de fag Asperulo-Fagetum, Fânețe de joasă altitudine (Alopecurus pratensis, Sanguisorba officinalis), Pajiști uscate europene, Pajiști alpine și boreale, Liziere de ierburi înalte hidrofile de câmpie și de nivel montan până la alpin, Păduri montane și subalpine de Pinus uncinata (* dezvoltate pe substrat gipsos sau calcaros), Păduri de fag acidofile atlantice, cu subarboret de Ilex și, uneori, de asemenea, Taxus, la nivelul arbuștilor (Quercion robori-petraeae sau Ilici-Fagenion), Lande oro-mediteraneene cu formațiuni endemice de grozamă, Pante stâncoase silicioase cu vegetație casmofită.
La baza desemnării sitului se află mai multe specii protejate:
- plante (2): Buxbaumia viridis, Narcissus asturiensis
- păsări (19): minunița (Aegolius funereus), acvilă de munte (Aquila chrysaetos), caprimulg (Caprimulgus europaeus), șerpar (Circaetus gallicus), ciocănitoare cu spate alb (Dendrocopos leucotos), ciocănitoare neagră (Dryocopus martius), șoim călător (Falco peregrinus), zăgan (Gypaetus barbatus), vulturul pleșuv sur (Gyps fulvus), Lagopus muta pyrenaica, sfrâncioc roșiatic (Lanius collurio), vultur egiptean (Neophron percnopterus), Perdix perdix hispaniensis, viespar (Pernis apivorus), Prunella collaris, Pyrrhocorax pyrrhocorax, Tetrao urogallus aquitanicus, fluturașul de stâncă (Tichodroma muraria), mierlă gulerată (Turdus torquatus)
- mamifere (1): urs brun (Ursus arctos)
- nevertebrate (1): Rosalia alpina

Pe lângă speciile protejate, pe teritoriul sitului au mai fost identificate 12 specii de plante, 2 specii de amfibieni, 3 specii de mamifere, 2 specii de nevertebrate.